# Красная Сопка (Красноярский край)
Кра́сная Со́пка — посёлок в Назаровском районе Красноярского края России. Административный центр Красносопкинского сельсовета.

## География
Посёлок находится на расстоянии 46 км к юго-западу от города Назарово, административного центра района.

## Население
| 2010 |
| ---- |
| 1807 |

### Гендерный состав
По данным Всероссийской переписи населения 2010 года, в посёлке проживало 1807 человек: 847 мужчин и 960 женщин.

## Улицы
| - ул. Больничная, - ул. Вокзальная, - ул. Железнодорожная, - ул. Зелёная, - ул. Линейная, | - ул. Луговая, - ул. Майская, - ул. Молодежная, - ул. Набережная, - ул. Нефтяная, | - ул. Новая, - ул. Октябрьская, - ул. Садовая, - ул. Свободная, - ул. Советская, | - ул. Степная, - ул. Трактовая, - ул. Центральная, - ул. Элеваторная, - ул. Юбилейная. |

## Инфраструктура
В посёлке функционируют детский сад и средняя общеобразовательная школа, в которой учатся дети из нескольких деревень и посёлков. 